# 伊努塞斯島

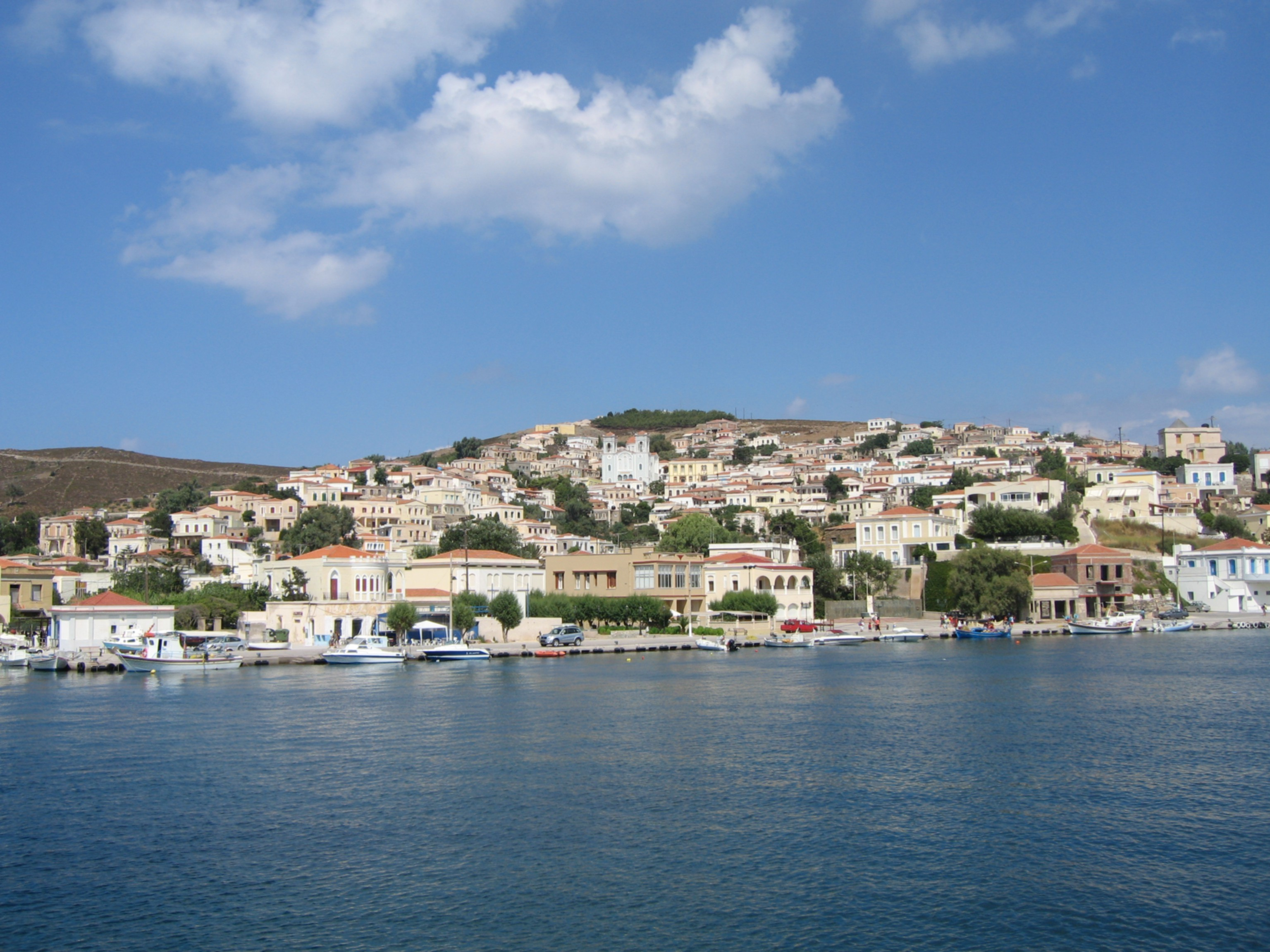
岛上的主要定居点：伊努塞斯村

伊努塞斯島（希臘語：Οινούσσες）是希臘的島嶼，位於愛琴海，为北爱琴海诸岛之一，位于希俄斯岛東北面2公里处。该岛面积为14.382平方公里，2011年人口数量为826人。最高點海拔高度182米。岛上的主要定居点为伊努塞斯村。
行政上该岛属于北愛琴大區希俄斯专区伊努塞斯市镇。同名市镇还包括附近的其他小岛。

## 人口数据
| 年份 | 人口数量 |
| ---- | -------- |
| 1981 | 705      |
| 1991 | 636      |
| 2001 | 1,050    |
| 2011 | 826      |
| 2020 | 948      |